# PRIDE (CHAGE and ASKAの曲)
「PRIDE」（プライド）は、CHAGE&ASUKA（現：CHAGE and ASKA）の楽曲。1989年8月25日に12枚目オリジナル・アルバム『PRIDE』の2曲目の楽曲として発売された。作詞・作曲は「飛鳥涼」の名義でASKA、編曲は澤近泰輔が担当している。
2021年10月15日には、ASKAが自身のシングルとしてセルフカバーした作品が発売されている。

## 背景
1988年8月25日にアルバム『PRIDE』に収録された作品で、CHAGE&ASUKAとしてシングル化は行っていないが、ライブで披露されていくことでファンに浸透し、CHAGE&ASUKAの代表曲となっている。
タイトルは、単行本のスタッフに「ふたりをインタビューしていると、よく "プライド" という言葉が出てくる。本のタイトルはこれでいきたい」と申し出があり、その時以前からあった曲に詞が思いついたという。

## 音楽性
作曲に関してはデイヴィッド・フォスターの作品に影響を受けて制作されている。

## メディアでの使用
- 東宝系映画『ヒーローインタビュー』挿入歌[注 1]。

## 参加ミュージシャン
※アルバム『PRIDE』のクレジットから抜粋。
BLACK EYES
- Drums：菅沼孝三
- Bass：惠美直也
- Keyboards：澤近泰輔、十川知司
- Electric Guitar：近藤敬三

ADDITIONAL MUSICIANS
- Drums：島村英二、佐藤邦治
- Bass：岡沢章
- Piano：中西康晴
- Synthesizer：原田真二、SENS
- Electric Guitar：原田真二、芳野藤丸、村上啓介
- Acoustic Guitar：笛吹利明、安田裕美、谷康一、田代耕一郎、石川鷹彦
- Strings：篠崎グループ、金子飛鳥グループ

## 収録アルバム
国内盤
- PRIDE
- Yin&Yang
- CHAGE&ASKA VERY BEST ROLL OVER 20TH

海外盤
- 倆心知〜原創紀念歌集
- Singles - The European Collection
- THE BEST
- Asian Communications Best

## カバー
- 1996年：アパッチ・インディアン（Apache Indian） - アルバム『one voice THE SONGS OF CHAGE&ASKA』収録。
- 2010年：ASKA（セルフカバー）- アルバム『12』収録。2021年版は以下参照。
- 2013年：堂本剛 - アルバム『カバ』収録。

### ASKAのシングル
「PRIDE」（プライド）は、ASKAの楽曲。自身の14作目のシングルとして、2021年10月15日に12cmCDとして発売された。発売元はDADAレーベル。
発売の前日となる10月14日に先行配信が解禁され、同年11月15日にはストリーミング配信が開始された。

#### 背景・リリース
表題曲は、1989年にCHAGE and ASKAとして発売したオリジナルアルバム『PRIDE』の楽曲を新たにレコーディングして、セルフカバーした作品である。
1989年に発売されたアルバムのジャケットは西本和民が手がけており、本作のジャケットでも西本が手がけている。

#### 収録曲
| 全作詞・作曲: ASKA。 |                    |           |            |          |      |
| #                    | タイトル           | 作詞      | 作曲・編曲 | 編曲     | 時間 |
| 1.                   | 「PRIDE」          | ASKA      | ASKA       | 澤近泰輔 | 6:01 |
| 2.                   | 「I feel so good」 | ASKA      | ASKA       | 藤山祥太 | 5:31 |
| 合計時間:            | 合計時間:          | 合計時間: | 11:32      |          |      |

#### 楽曲解説
1. PRIDE
2010年にセルフカバーアルバム『12』にてセルフカバーを行っているが[10]、ASKA自身は32年ぶりのリメイクと述べている[2][11]。
リメイクするきっかけは、亀田興毅のYouTubeチャンネル『会長。亀田興毅〜亀の恩返し〜』のテーマソングに本楽曲を使用したいという依頼であり、亀田はCHAGE and ASKAの「PRIDE」を使用したいと依頼していたが、CHAGE and ASKAによるオリジナル楽曲では多額な使用料が発生してしまうため、リメイクしたバージョンを制作し提供した[12][13]。ASKAが40年ぶりに剣道を始めたことや、本楽曲をリメイクして発売することに関して亀田へ感謝しているという[12]。
ピアノのイントロに関して、ASKAは「あのメロディーは今や『PRIDE』の歌詞だから。あのピアノが鳴った瞬間にお客さんが沸き立つんだもん。それだけイントロが楽曲の一部になってるってことだから、そこは絶対に無くしちゃいけない」と考え、リメイクされた本楽曲ではホーンセクションが始まってからピアノのイントロへと変わっていく[12]。
ミュージック・ビデオでは、アマリリスが登場する。凛とした花を映したいと監督が選んだものであるが、偶然にも、花言葉は「誇り（英語: PRIDE）」、誕生花はASKAの誕生日2月24日である[14]。
2022年1月に公開された映画、記録映像『ワクチン後遺症』の挿入歌となった[15]。
2. I feel so good
歌詞はラブソングになっている[14]。

#### 参加ミュージシャン
PRIDE
- Piano, Programming：澤近泰輔
- Drums：今泉正義
- Guitar：鈴川真樹
- Bass：惠美直也
- Violin：谷口いづみ、沖祥子、徳永希和子、山本理紗、河野百合名
- Viola：河野百合名、三品芽生
- Cello：奥田日和、松尾佳奈

I feel so good
- Guitar：鈴川真樹
- Chorus, Programming：藤山祥太

#### 収録アルバム
- Wonderful world (#1,2)